# Transmodulation
Transmodulation bezeichnet die Umsetzung von einer Modulationsart in eine andere. 

Eine Transmodulation ist dann erforderlich, wenn ein Signal aufgrund des Übertragungsweges oder der Empfangstechnik aus technischen oder wirtschaftlichen Gründen zuvor umgewandelt werden muss.
Häufig wird dabei auch der Frequenzbereich gewechselt.
Ein bekanntes Beispiel für eine Transmodulation ist eine Kabelkopfstelle, die das Satelliten-Empfangssignal in ein Kabel-TV-Signal umwandelt. Hierbei geschehen oft eine Normwandlung von DVB-S auf DVB-C oder PAL sowie eine Umsetzung in den
VHF- oder UHF-Fernsehkanalbereich.